# Orthodoxe Kathedrale (Shkodra)

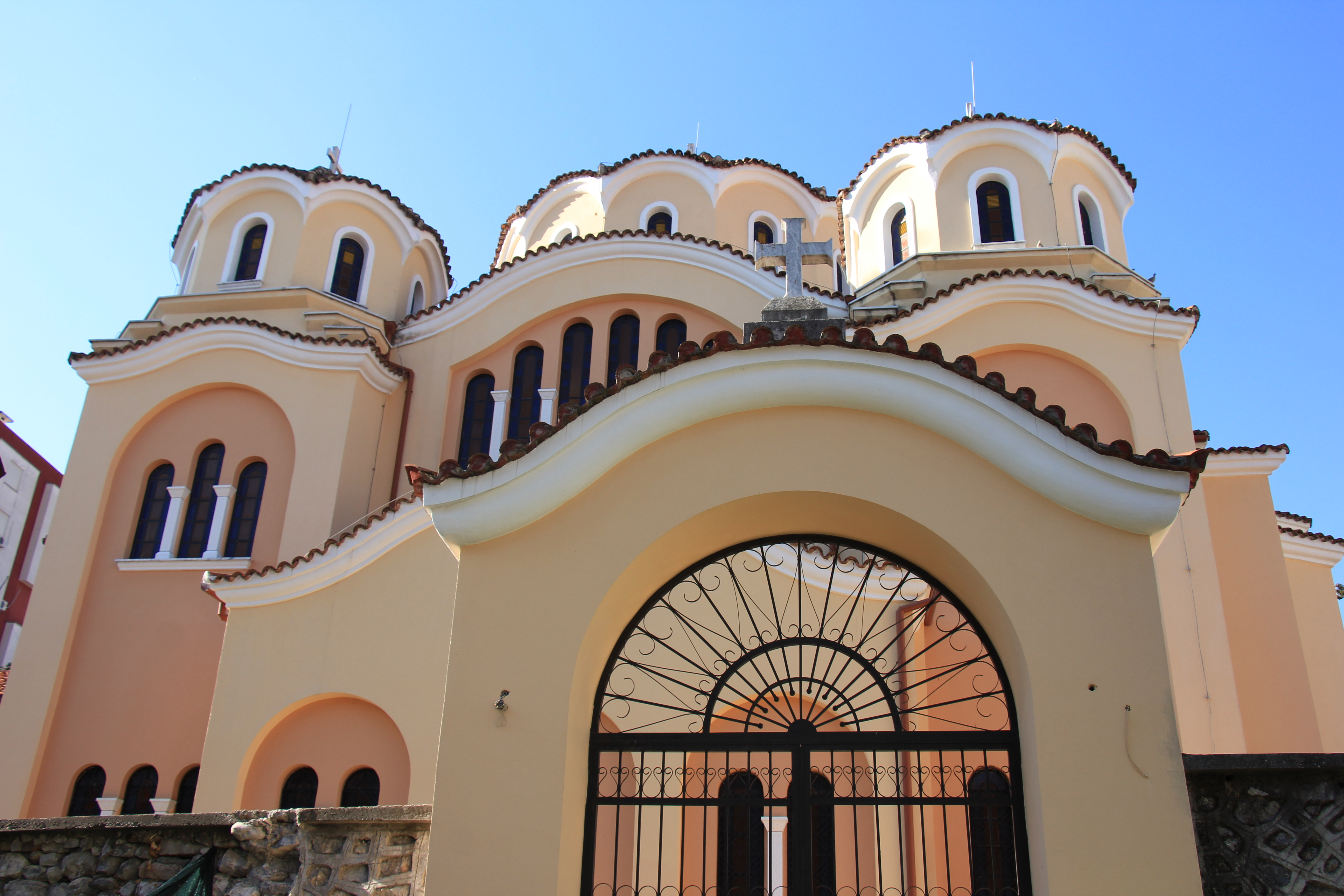
Die Kathedrale ohne den freistehenden Glockenturm

Die Kathedrale der Geburt des Herrn (albanisch Katedralja e Lindjes së Zotit) in der nordalbanischen Kreisstadt Shkodra gehört zur Autokephalen orthodoxen Kirche von Albanien.
Das orthodoxe Kirchengebäude der Stadt, fertiggestellt im Jahr 2000, steht in der Rruga Hasan Riza Pasha an der Stelle eines früher dort stehenden hölzernen Kirchenbaues, der Mitte August 1998 durch einen Sprengstoffanschlag beschädigt wurde. Das heutige steinerne Gebäude besteht aus einem großen Kirchenschiff mit mehreren aufgesetzten Kuppeln und einem separat stehenden Turm. Das Gelände ist aus Sicherheitsgründen vollständig umzäunt.